# Asapurna
L'Asapurna (ou Gangapurna Ouest, ou Lachenal peak), est un sommet du Népal s'élevant à 7 140 mètres d'altitude (avec 262 m de proéminence). Il est situé sur l'arête entre le Kangshar Kang et le Gangapurna dans le massif des Annapurnas. Un autre sommet de l'arête (7 069 m d'altitude et 156 m de proéminence, 2 km à l'ouest) est appelé Asapurna II ou Tarke Kang Shar. Ces deux sommets sont vierges et comptent parmi les plus hauts sommets vierges du monde.
En 2016 les Coréens Kim Chang-ho, Choi Seok-mun et Park Joung-yong firent une tentative d'ascension de l'Asapurna I par la face sud et parvinrent jusqu'à 100 m du sommet. En 2017, les Italiens Simon Messner et Phillip Pruenster parvinrent à 6 200 m par la face nord.